# Parque del Pasatiempo
El parque del Pasatiempo es un parque enciclopédico público situado en Betanzos (La Coruña) ideado por Juan García Naveira. El parque cuenta con una zona antigua y una zona de reciente construcción y actualmente alberga estanques, zonas verdes, un auditorio al aire libre, grutas subterráneas y zona infantil de juegos.

## Historia

### Proyecto del parque
El proyecto de parque encliclopédico fue ideado por Juan García Naveira, quién había alcanzado cierta fortuna en su estancia en Argentina como indiano. Junto a su hermano Jesús, se les atribuyen numerosas contribuciones al pueblo brigantino tales como la escuela (1914), el asilo (1912), un lavadero público (1902), la Casa del Pueblo y el propio parque del Pasatiempo.
La construcción del parque comienza en 1893 y se prolongaría hasta 1914 aunque seguiría siendo remodelado años más tarde con la incorporación de nuevos elementos. Con la muerte de Juan García Naveira el parque deja de ampliarse, ya que en ningún momento durante su vida dejó de añadir esculturas y otros elementos a este lugar.

### Descripción del parque en 1914
En su inauguración, el Pasatiempo abarcaba un área de terreno cuatro veces más grande de lo que se conserva actualmente. Antiguamente, para entrar en el parque había que pasar por la Casa Taquilla cuyo edificio se conservó hasta la década de los 90 y cuyos ingresos iban dedicados a la conservación del parque y del Asilo. Luego de pasar por la taquilla se llegaba a junto una gran verja como la que se encuentra en el palacio de Versalles. La puerta, en la parte baja, estaba custodiada por dos leones, copia de los que guardan la tumba de papa Clemente XIII en la Ciudad del Vaticano, y que actualmente se encuentran en la Santa Cueva de Covadonga (Asturias), como buena parte de los elementos ornamentales de esta zona.

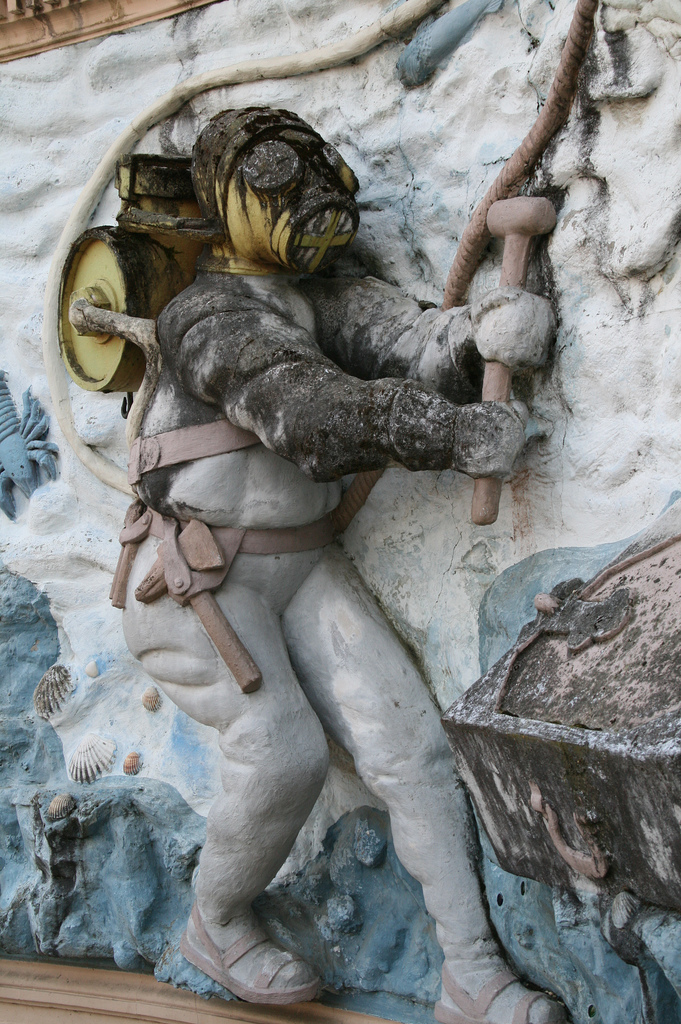
Buzo.

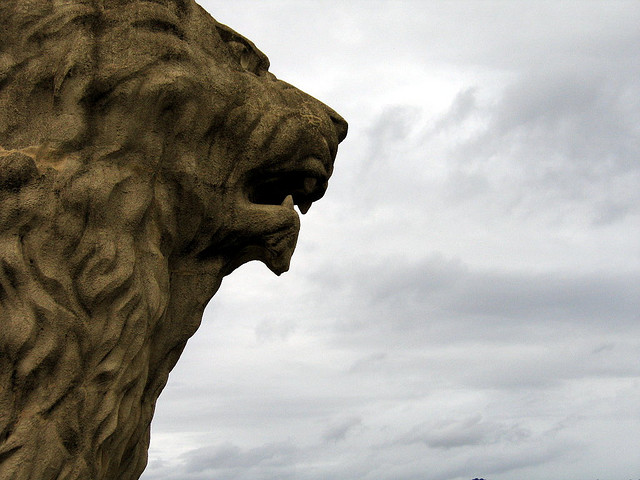
León colosal.

## Características
Fue una iniciativa novedosa y única en su género, precursora de los actuales parques temáticos, aunque dentro de la vertiente pedagógica del Parque sobresale la interpretación del lugar como un viaje iniciático de cariz masónico. Sobre una superficie total de unas nueve hectáreas, combinaba en la parte llana del terreno un amplio jardín de recreo, con variada vegetación, estanques y paseos, junto a la zona del Pasatiempo propiamente dicho, constituido por terrazas sucesivas que ascendían por la falda del monte, con estatuas, relieves y construcciones que buscaban reflejar lugares y hechos de todo el mundo, conformando lo que se denominó como un auténtico parque enciclopédico al servicio de la ilustración del pueblo de Betanzos y sus visitantes y que figuraba en las guías de viaje de su época. Se emplearon en la construcción materiales novedosos y una estética entre modernista y romántica mediante la distribución de los espacios con numerosos elementos relativos a la cultura universal, inspirados en la visión que le habían proporcionado a Juan García los distintos viajes que realizó.
La puerta flanqueada por los dos grandes leones, comunicaba con la avenida de los Emperadores Romanos, con bustos en mármol, y con la avenida de los Álamos, con estatuas de afamados escritores. En estos jardines, con un laberinto vegetal, un invernadero, numerosas fuentes, estanques y estatuas, se erigía una estatua de los propios hermanos, hoy en la plaza principal de Betanzos.
En la parte alta las estructuras se distribuían en cinco niveles a los que se llegaba a través de escalinatas y pasos subterráneos imitando grutas prehistóricas, en las que aún se conservan las figuras de dos dinosaurios, y con grandes explanadas y miradores a la ciudad. En el nivel inferior se construyó el Estanque del Retiro, con una isla central en la que había figuras clásicas, bordeadas por un cuidadoso mosaico con motivos de peces. En las paredes del estanque, completamente decoradas con conchas de distintos moluscos, hay relieves representando un globo aerostático y una especie de máquina de tren. En uno de los muros que separan un nivel de otro se esculpieron relieves de gran tamaño representando un viaje a Egipto, con la pirámide de Keops, la muralla china y el Canal de Panamá. En el centro de esta pared se abría la boca de un complejo entrecruzado de grutas por la que se ascendía al nivel superior, con una amplia terraza donde destaca un enorme león. Desde aquí se accedía a la zona más alta del parque, convertida en mirador.

## Decadencia y recuperación
A la muerte del filántropo Juan García en 1933 se inicia la decadencia del parque. El investigador Carlos Hernández de Miguel, basándose en documentos oficiales desclasificados en 2018 y en consonancia con diversos testimonios, afirma que en la Guerra Civil el espacio fue habilitado durante unos meses por el bando sublevado como una extensión del campo de concentración de prisioneros republicanos de Betanzos, aunque según otras fuentes esto nunca fue así. Tras la guerra, fue utilizado como finca agrícola por los herederos.
En los 70 se dedicó una parte de los jardines a escombrera, que enterró varios estanques y fuentes de la zona inferior.
El 18 de septiembre de 1980 la asociación Adelpha (Asociación de Defensa Ecológica y del Patrimonio Histórico Artístico) solicitó a la Dirección General de Bellas Artes, Archivos y Bibliotecas del Ministerio de Cultura que se incoara el expediente de declaración de conjunto histórico-artístico para El Pasatiempo. Sin embargo, al no pronunciarse el ayuntamiento, como órgano competente sobre la solicitud, el expediente se consideró desestimado por silencio administrativo.
El 1 de marzo de 1986 el ayuntamiento adquirió el parque, cuya primera intervención consistió en el derribo de dos edificaciones del conjunto para construir un aparcamiento.
Asimismo, se explanó toda el área inferior, que se encontraba completamente cubierta de vegetación, y se construyeron varias edificaciones que quedaron sin terminar y un campo de fútbol sobre el Estanque de los Papas.
En 1991 se realiza una intervención en el parque cuyos criterios de conservación de los espacios ruinosos se limita a la limpieza, desescombro y su consolidación como resto arqueológico, y a la creación de un área verde en la zona baja de nueva ejecución, en la que se construye un auditorio al aire libre. Todo ello con el fin de fomentar su uso como parque público urbano.
Una pasarela elevada permite contemplar los jardines desde cierta altura, así como acceder a la parte del parque del otro lado de la carretera.

### Bien de interés cultural
El 17 de marzo de 2017, el ayuntamiento de Betanzos solicitó la declaración del parque como Bien de Interés Cultural (BIC), por lo que se vuelve a iniciar el procedimiento. El 28 de marzo lo hacía una asociación de particulares.
El 26 de febrero de 2018, la Dirección General de Patrimonio Cultural de la Junta de Galicia acordó la incoación del procedimiento de declaración como bien de interés cultural con la categoría de jardín histórico.
El 6 de febrero de 2020 se declara Bien de Interés Cultural el Parque del Pasatiempo de Betanzos con un nivel de protección integral.

El Pasatiempo se puede considerar como una obra de carácter territorial, que conjuga aspectos naturales y antrópicos y en la cual se manifiestan diversas formas de expresión artística (jardinería, arquitectura, escultura, pintura), con una finalidad multidisciplinar (pedagogía, ciencia, religión, política...). En este sentido, esta obra posee, además de valores históricos y antropológicos, un incomparable interés científico y técnico al constituir uno de los primeros ejemplos de instituciones con vocación científica que podemos encontrar en Galicia y donde por primera vez se muestran ciertos avances técnicos que van a caracterizar el siglo XX.

El Pasatiempo es uno de los lugares de visita recomendados para los peregrinos que hacen el Camino inglés.

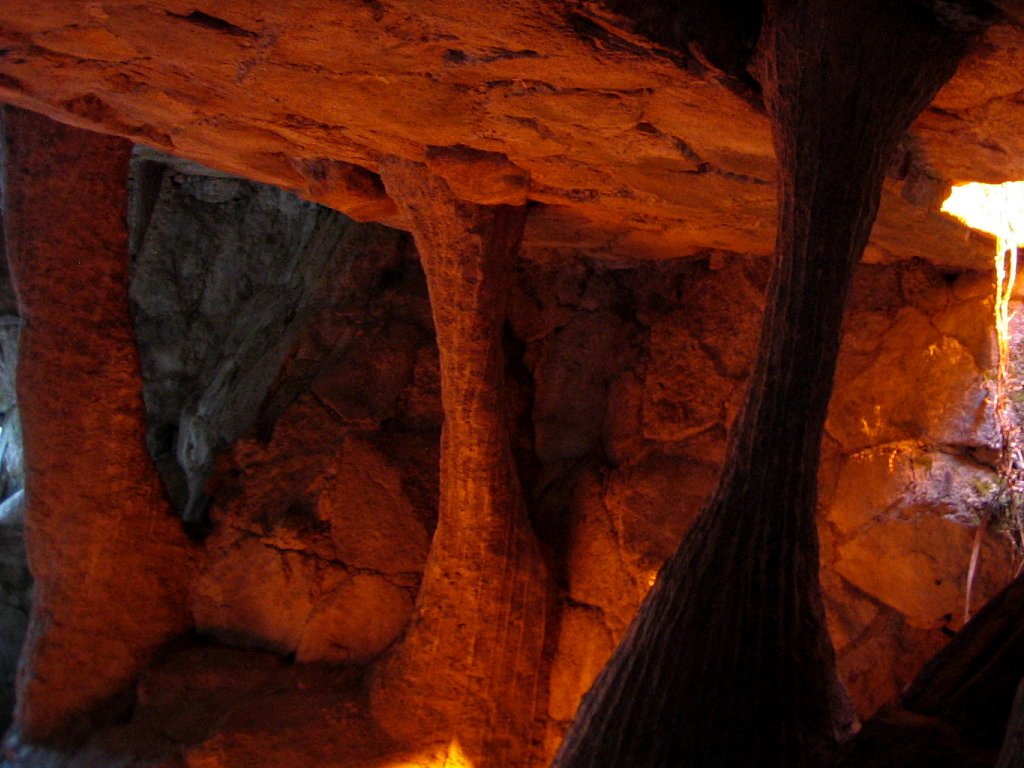
Gruta.
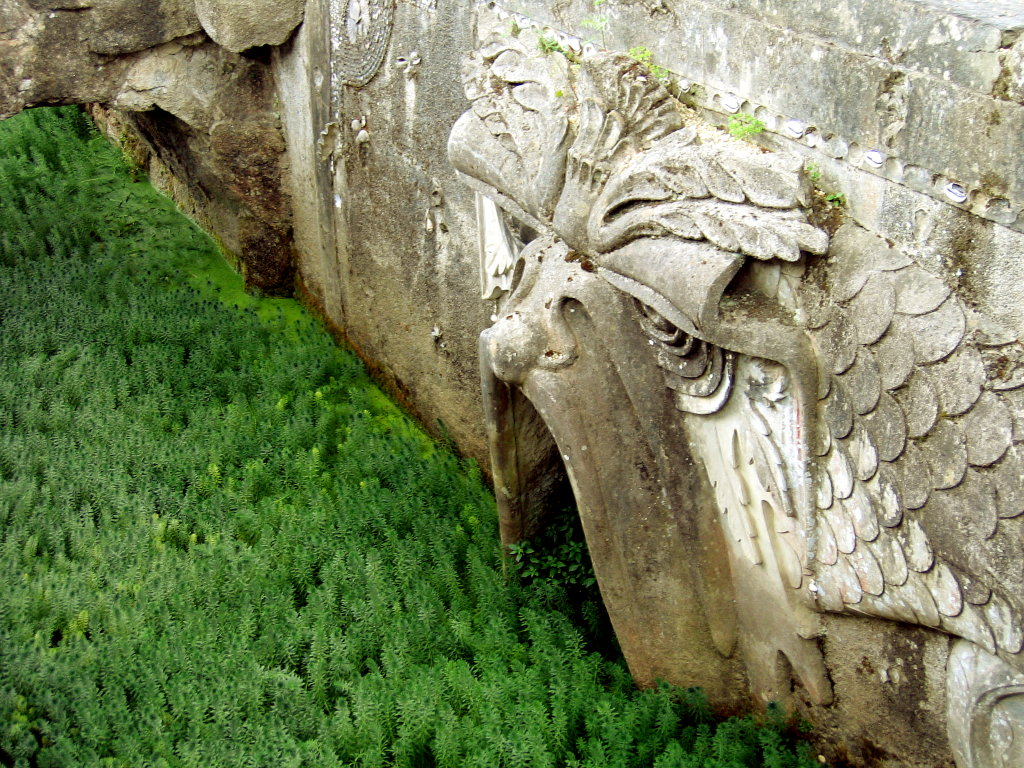
Boca de Hades.
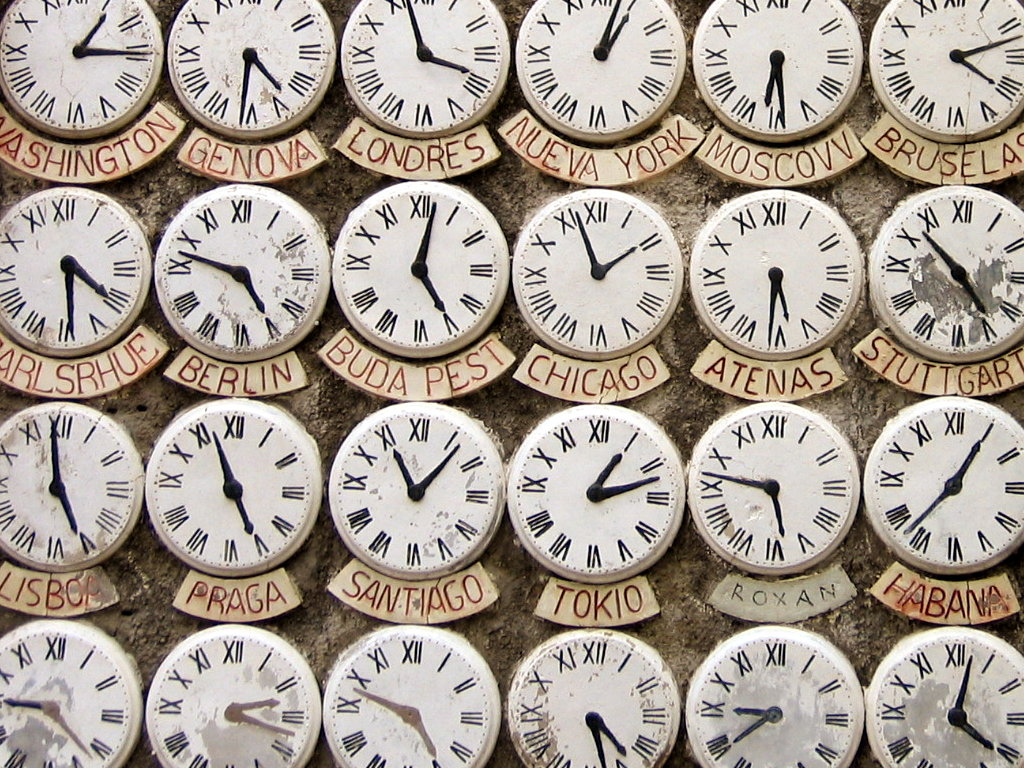
Relojes.
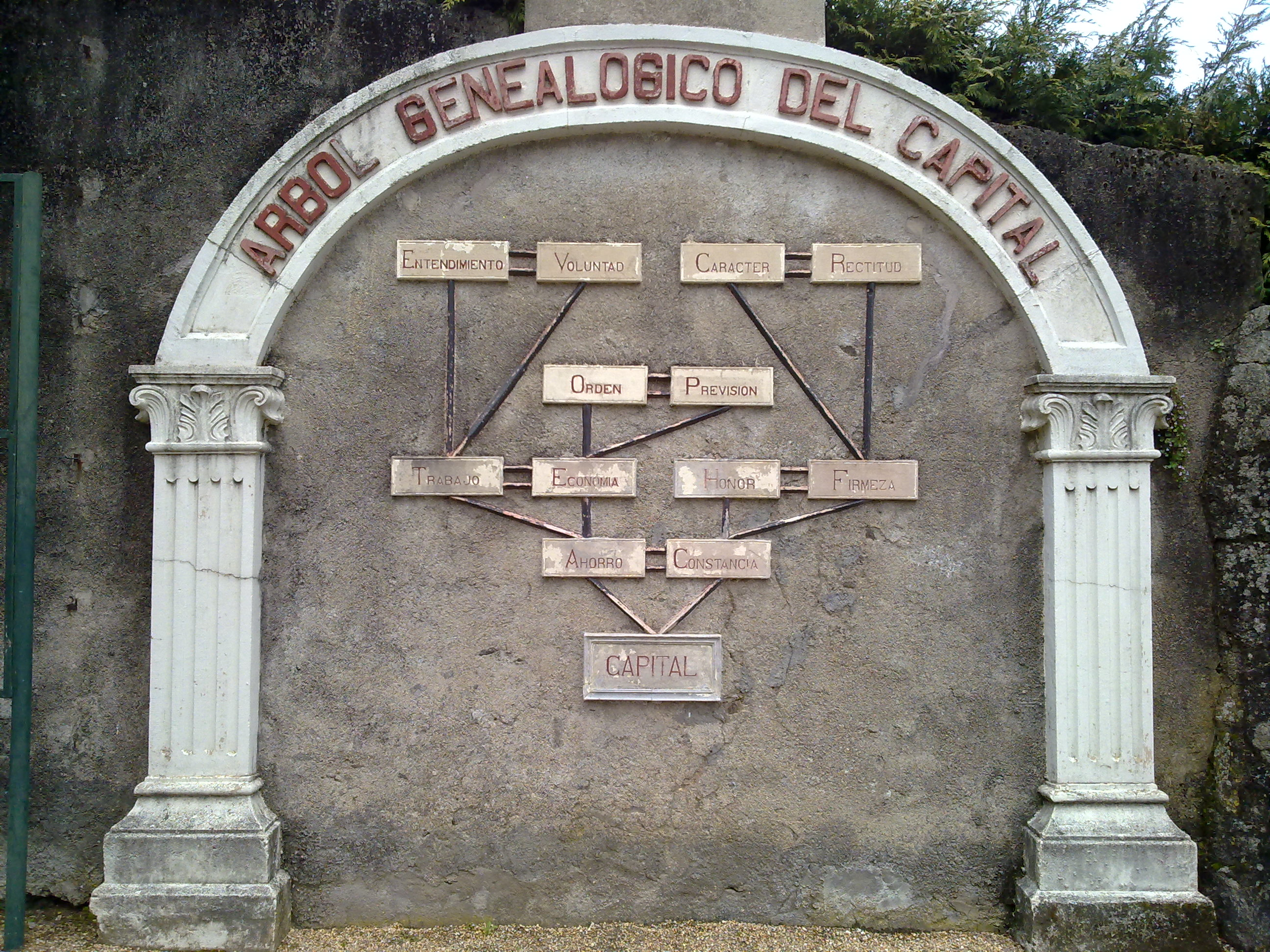
Genealogía del capital.

## Bibliografía

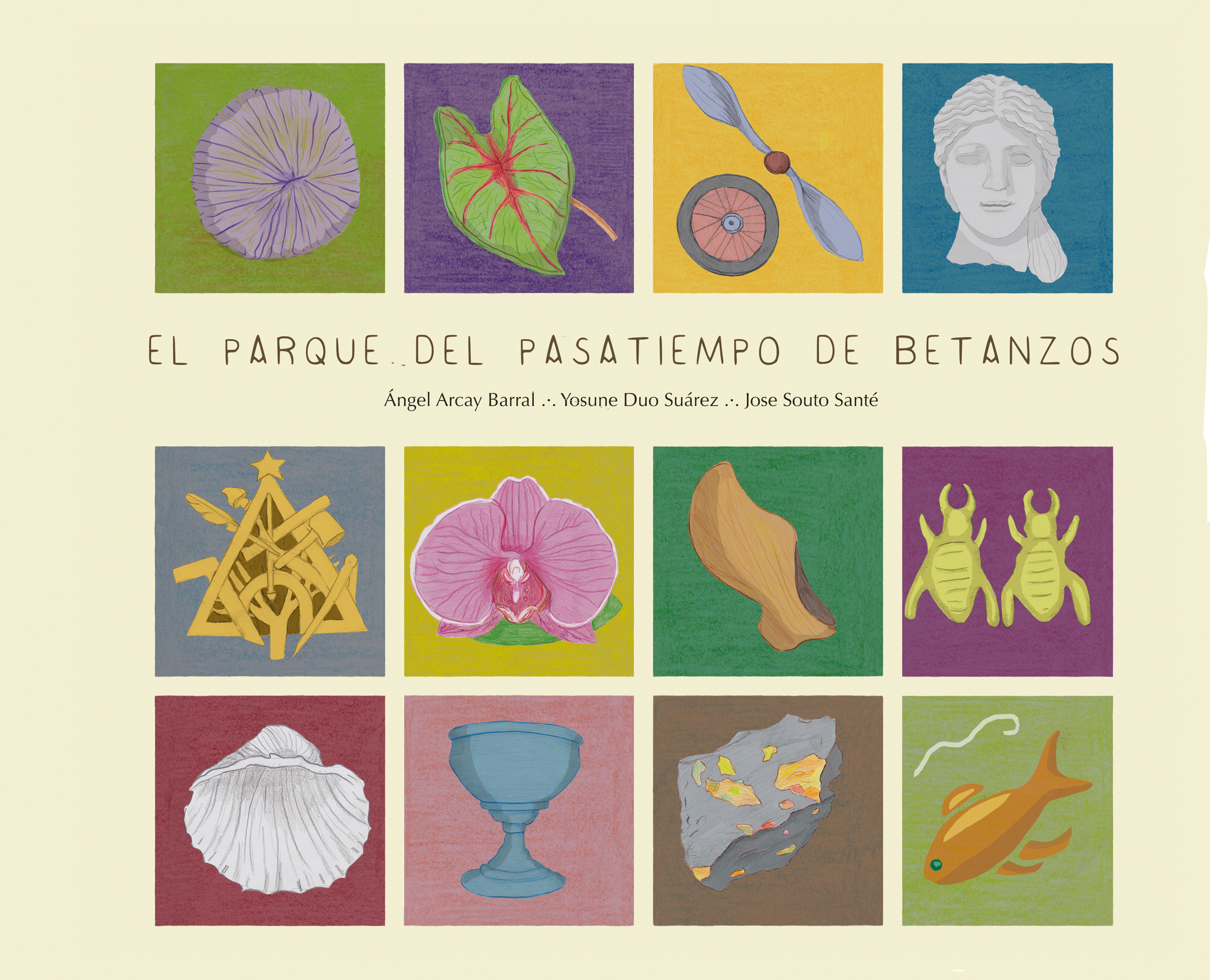
El Parque del Pasatiempo de Betanzos

### Libros
- Arcay Barral, Ángel, Duo Suárez, Yosune, Souto Santé, José (2020). El Parque del Pasatiempo de Betanzos. Autoedición, 2020.
- Betanzos. Ruta de los Hermanos García Naveira. Ayuntamiento de Betanzos, 2009.
- Cabano Vázquez, Ignacio et al. El Pasatiempo. O capricho dun indiano. Ediciós do Castro, 1992.
- Somovilla, Ignacio. El Pasatiempo y otros jardines (extra)ordinarios. Panta Rhei, 2024.

### Artículos
- Ángel Arcay Barral, (2017) "O Parque do Pasatempo de Betanzos: narrativas para comprender un patrimonio profano" en Atas do V Congresso Internacional Casa Nobre: Um património para o futuro, Arcos de Valdevez.
- Ángel Arcay Barral (2018) "Bibliografía sobre o Parque do Pasatempo (1900-2017)". Casa dos Espellos, Betanzos, pp. 8-17.
- Ángel Arcay Barral & Daniel Lucas Teijeiro Mosquera (2018) "O Pasatempo documental: Obras públicas no Arquivo Municipal de Betanzos". Casa dos Espellos, Betanzos, pp. 84-99.
- Daniel Lucas Teijeiro Mosquera (2018) "A arte no Pasatempo de Betanzos. Un templete de catálogo". Casa dos Espellos, Betanzos, pp.54-73.
- Eduardo de la Fuente Marqués (2018) "Os García Naveira, dous paradigmas dun indiano". Casa dos Espellos, Betanzos, pp.34-41.
- Sara Fraga Pérez (2018) "O traxe como fonte de información: modo de vida, importancia social e datación das fotografías do Parque do Pasatempo". Casa dos Espellos, Betanzos, pp. 42-53.
- Ernesto Vázquez-Rey (2018) "O Parque do Pasatempo no arquivo gráfico do Museo de Pontevedra". Casa dos Espellos, Betanzos, pp.74-83.
- Santiago de la Fuente García en Gran Enciclopedia Galega, tomo 21.

- Los Hermanos García Naveira y sus fundaciones. Página 14. Contiene fotos de época.
- Un recluso en Betanzos llamado Vicente Ferrer.